# The Juice Media
The Juice Media (TJM) est une société australienne de cinéma et de médias qui produit des satires politiques et sociales contemporaines. Elle est connue pour ses séries internet Honest Government Ads (« Annonces sincères du gouvernement ») et Juice Rap News.
TJM s'engage également dans la lutte contre le réchauffement climatique et soutient le mouvement de la jeunesse pour le climat.

## Historique
TJM a été fondé par Giordano Nanni, un historien australien, auteur, satiriste et producteur vidéo. TJM a commencé à publier sur YouTube en mai 2008, et le premier épisode de Juice Rap News a été diffusé le 4 octobre 2009. Le 28 mai 2016, Juice Media a lancé la série Honest Government Ads avec Visit Australia.
Le 24 janvier 2017, TJM publie le controversé Jour de l'Australie, parodie d'une publicité contre le piratage, Vous ne voleriez pas une voiture. La vidéo compare la célébration de la journée nationale de l'Australie à un certain nombre d'événements tristement célèbres de l'histoire, comme la solution finale de l'Allemagne nazie, le largage de la bombe atomique sur Hiroshima et les attaques du 11 septembre sur les tours jumelles. La vidéo est diffusée dans le cadre de la campagne Change the Date (#changethedate), qui appelle à changer la date de l'Australia Day. « Beaucoup pensent que célébrer le 26 janvier est un manque de sensibilité car l'arrivée de la première flotte a marqué le début d'une histoire brutale qui a vu des massacres d'aborigènes »,.
En septembre 2017, TJM reçoit un e-mail de l'Australian National Symbols Officer demandant l'arrêt de l'utilisation du logo satirique. Cinq jours plus tard, un projet de loi pour réprimer l'usurpation de l'identité d'un organisme du Commonwealth est proposé au parlement australien pour amender le code pénal ; il sera adopté par les deux chambres le 21 juin 2018,,.

## Juice Rap Actualités
Il s'agit d'une émission d'actualité satirique australienne sur Internet, composée d'un reportage et de commentaires utilisant des paroles de rap comiques.

## Annonces sincères du gouvernement

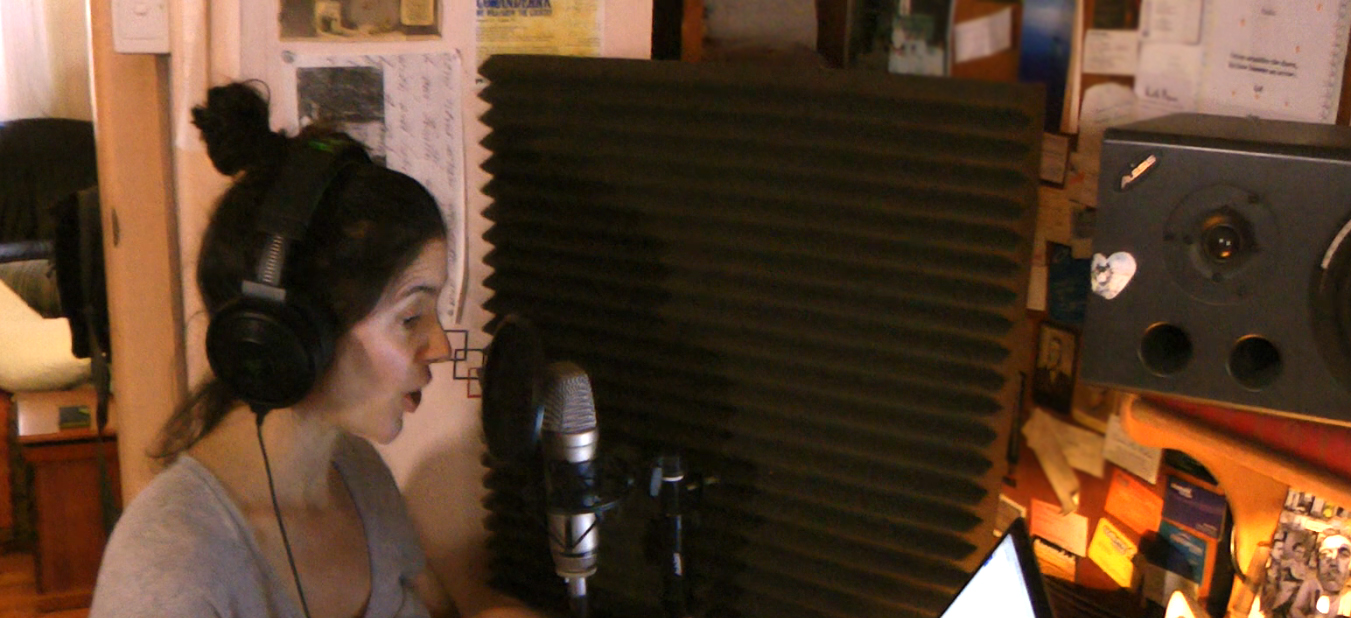
Dans les coulisses avec la doubleuse Lucy Cahill

Ces vidéos sont filmées à Melbourne et écrites par Giordano Nanni en collaboration avec Lucy Cahill. Les actrices apparaissant sont Ellen Burbidge, Zoë Amanda Wilson et Matylda Buczko-Koren avec Lucy Cahill également créditée des voix off.
Ces vidéos sont une interprétation satirique de la communication du gouvernement australien. Chaque vidéo cible un problème social ou politique actuel et met en évidence les conséquences potentielles de la position et de la politique du gouvernement sur cette question. « Et une manière de plus en plus populaire de partager la « vérité honnête » sur les événements politiques consiste à utiliser des vidéos satiriques, ce que The Juice Media fait avec brio. Ils attirent l'attention sur le ridicule des événements politiques et mondiaux, non seulement en faisant rire les gens, mais en étant franc sur ce qui se passe et comment les gens sont exploités »

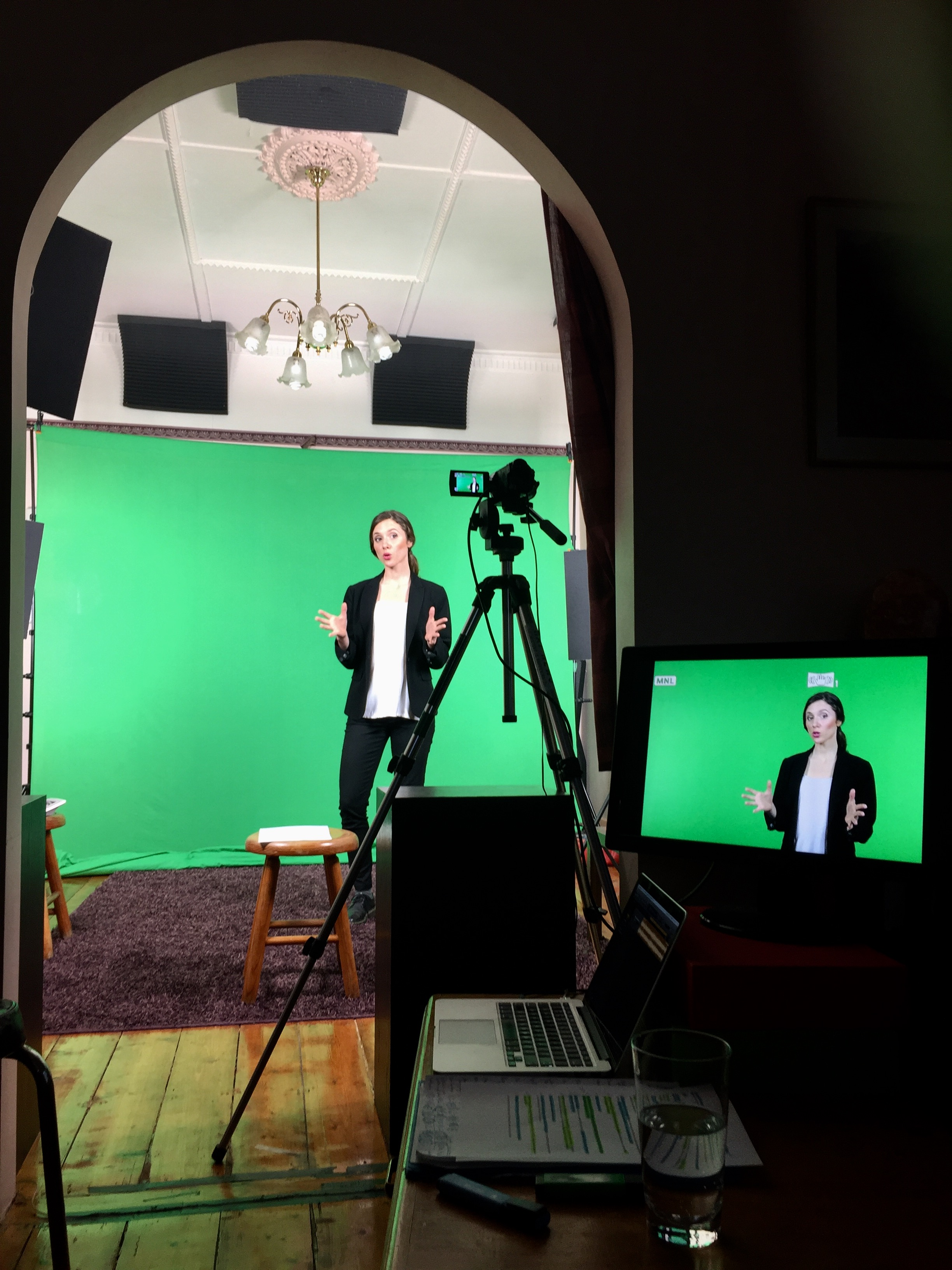
Tournage d'une annonce sincère du gouvernement avec Ellen Burbidge

Dans un article anglais d'Al Jazeera sur la satire à l'époque de Trump, Giordano Nanni débat sur l'utilisation de la satire pour éclaircir les décisions du gouvernement.

### Climat
TJM publie une vidéo en soutien direct à la grève étudiante pour le climat et à Extinction Rebellion. Il revient sur les feux qui ont ravagé l'Australie à l'été 2019 dans After the fires et dans We're F**ked.

### Économie et coronavirus
TJM publie une première vidéo sur les réactions pays par pays au coronavirus qui invite à « aplatir la courbe » pour ne pas saturer le système de santé.
Une deuxième vidéo intitulé La machine explique la façon dont au fil des ans, les avertissements d'une pandémie imminente ont été ignorés par les gouvernements. « La machine a dit qu'il n'y avait aucun profit à prévenir une crise future ». Il n'est pas donné d'explication sur ce que c'est que la machine ce qui permet à chacun de l'interpréter à sa guise. La vidéo commence par la Chine avec le secret en phase initiale et les mesures de répression contre les lanceurs d'alerte. Elle couvre en particulier la politique nationale de santé du Royaume-Uni et le ciblage et l'ostracisme de la communauté musulmane en tant que propagateurs.
En juillet 2020, TJM publie une vidéo couvrant la politique de santé des États-Unis associée à la campagne de D. Trump pour les élections 2020. TJM affirme que cette vidéo leur a été demandée par de nombreux Américains et que le résultat de cette élection aura un impact sur le climat dans le monde entier.

### Domination coloniale
TJM publie des vidéos qui sont des annonces touristiques simulées mettant en évidence l'histoire et les effets actuels de la domination coloniale dans certains pays, dont Hawaï et Porto Rico.

### Climat
[vidéo] « After the fires », sur YouTube
[vidéo] « Climate Emergency & School Strike », sur YouTube
[vidéo] « We're F**ked », sur YouTube

### Économie et coronavirus
[vidéo] « Coronavirus: Flatten The Curve », sur YouTube
[vidéo] « The Machine », sur YouTube
[vidéo] « Economic Recovery », sur YouTube

### Domination coloniale
[vidéo] « Visit Porto Rico ! », sur YouTube
[vidéo] « Visit West Papua ! », sur YouTube